# بيتر دافيسون (كاتب)
بيتر دافيسون (بالإنجليزية: Peter Davison)‏ هو كاتب وشاعر أمريكي، ولد في 27 يونيو 1928، وتوفي في 29 ديسمبر 2004.